# Casa Sala (Caldes de Malavella)
La Casa Sala és un edifici del municipi de Caldes de Malavella (Selva) que forma part de l'Inventari del Patrimoni Arquitectònic de Catalunya. És un edifici aïllat, voltat de jardí, situat a la Rambla d'en Rufí, just al final del nucli urbà de Caldes de Malavella. L'edifici es troba protegit per un tancat. Una porta en aquest tancat permet accedir a l'edifici. Abans, però, trobem un passeig d'arbres plataners que ens hi condueix.

## Descripció
L'edifici s'asseu sobre una plataforma anivelladora del terreny, amb balustrada de pedra artificial; sota la qual hi hagué la zona de serveis. Destaca el portal que hi ha en aquesta plataforma, just a la zona de la façana principal, amb un arc curvilini de sabor modernista. Té planta rectangular. A cada façana hi ha tres cossos verticals, el central més baix que els laterals que són torratges. Una mena de cimbori central corona l'edifici.

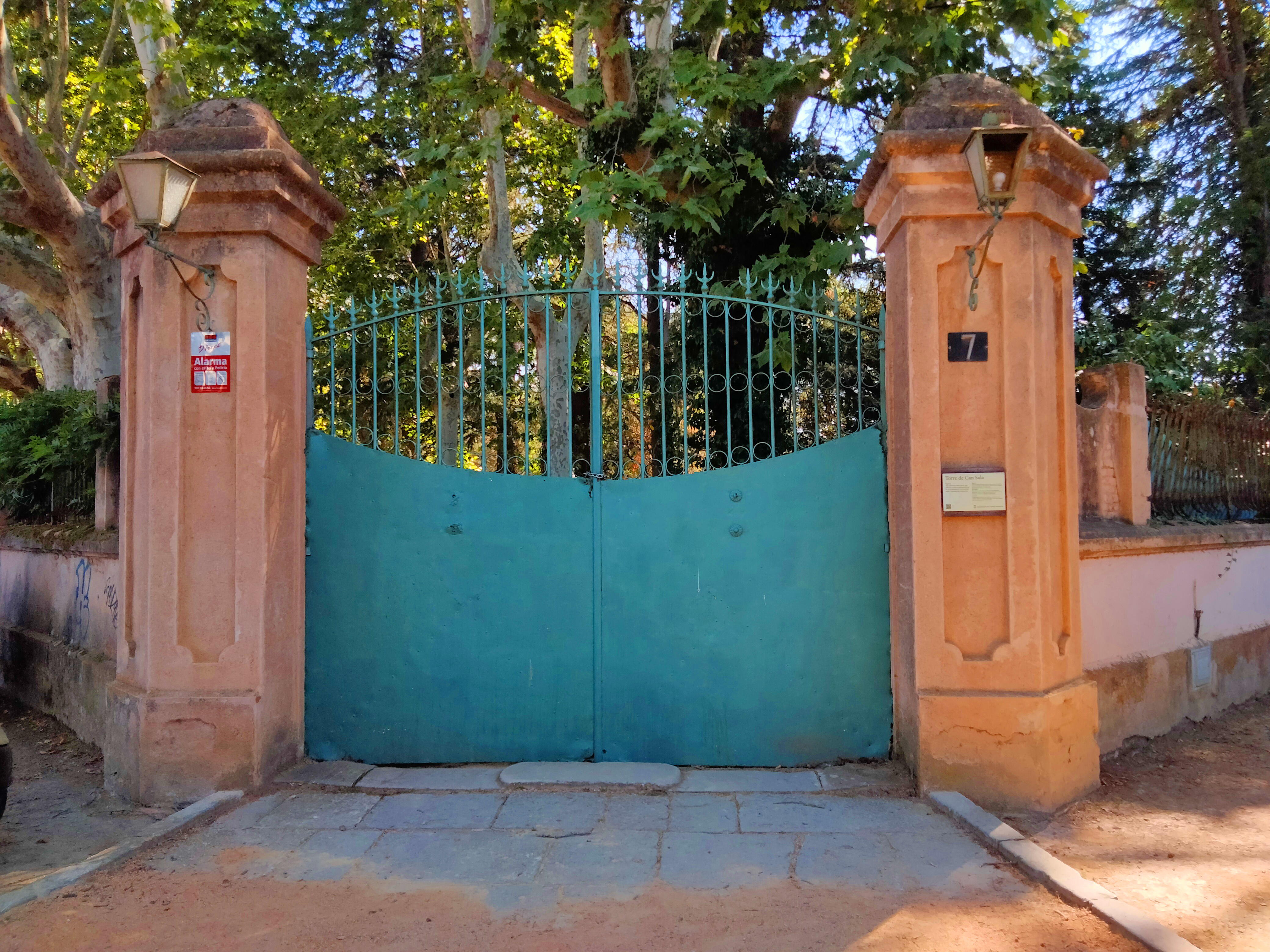
Tanca de la rambla d'en Rufí

A la façana principal, la que dona a l'avinguda d'arbres plataners, hi ha una llotja poligonal en el cos central, damunt la qual hi ha una terrassa amb balaustrada que s'hi accedeix des del segon pis. A les torres també hi ha terrassa amb balaustrada. Igualment el cimbori. Els cossos centrals, més baixos, estan coberts amb una teulada a una vessant orientada a cada una de les la façanes.Horitzontalment l'edifici es divideix en tres plantes, amb totes les obertures en arc de llinda tancades per porticons. Cada una de les plantes es manifesta a l'exterior amb unes motllures que recorren horitzonatalment l'edifici. Un fris d'arcs cecs precedeix la balaustrada del cimbori.

## Història
Originàriament aquest edifici fou concebut com a torre d'estiueig. L'estiueig de la segona meitat del segle xix i principis del segle XX tenia un caràcter elitista, ja que es limitava als sectors benestants de la societat. Anava lligat a pràctiques curatives i també començava a ser una activitat de lleure. La millora en els mitjans de transport va contribuir a consolidar els nuclis d'estiueig cosa que tingué un fort impacte en l'urbanisme i l'economia dels pobles amb aigües termals. A Caldes de Malavella es construeixen gran nombre de cases, torres i xalets sobretot a l'entorn de la Rambla Recolons i de la que s'anomenà Colònia de la Granja. En aquest moment també es van adequar diverses zones de passeig, places i parcs.